# 朱肜
朱 肜（しゅ ゆう、生没年不詳）は、五胡十六国時代前秦の人物。京兆郡の出身。

## 生涯
当初は隠居しており、苻堅からの出仕要請に応じなかった。
359年12月、苻堅は寵臣の王猛を輔国将軍・司隷校尉・僕射・詹事・侍中・中書令に任じ、官職の領選を委ねたが。王猛は何度か上表してこれを辞退し、朱肜にその任を交代させるよう請うた。苻堅はこれを認めなかったものの、代わりに朱肜を尚書侍郎・領太子庶子に取り立てると、朱肜はこれに応じて仕官した。
後に羽林左監に任じられた。
371年3月、仇池で内乱が勃発すると、苻堅の命により、朱肜は西県侯苻雅・梁州刺史楊安・并州刺史徐成・揚武将軍姚萇らと共に歩騎7万を率いて仇池へ侵攻した。
4月、前秦軍が鷲峡（現在の甘粛省隴南市西和県）まで進んだところで、仇池公楊纂は5万の兵でこれを阻んだ。東晋の梁州刺史楊亮も督護郭宝・卜靖に1千騎余を与えて仇池救援に向かわせた。両軍は峡中で激突したが、楊纂は大敗を喫して兵卒の3・4割が戦死した。さらに前秦軍は陝中において東晋軍を破り、郭宝・ト靖を戦死させた。これにより楊纂は敗残兵を纏めて撤退した。さらに仇池まで侵攻すると、楊統は武都の衆ごと降伏し、楊纂もまた自らを縛って降伏した。
後に秘書監に任じられた。
373年冬、苻堅の命により、益州刺史王統と共に2万の兵を率いて漢川へ侵攻した。東晋の梁州刺史楊亮は巴獠1万余りを率いて青谷においてこれを迎え撃ったが、敗北を喫して西城まで撤退し、守りを固めた。朱肜は進軍を続けて漢中を攻略した。11月、東晋の益州刺史周仲孫は兵を統率して綿竹において朱肜を迎え撃ったが、別動隊を率いていた前禁将軍毛当が既に成都へ到達したと聞き、騎兵5千を従えて南中へ逃走した。
後に前将軍に昇進した。
376年10月、苻堅は北討大都督苻洛に幽州兵十万を与えて、代王の拓跋什翼犍を攻撃させた。朱肜は倶難・鄧羌・張蚝らと共に歩兵騎兵合わせて二十万を率いて苻洛軍と合流した。前秦軍は迎え撃ってきた拓跋什翼犍を撃破して弱水に後退させ、さらに追撃を掛けて窘迫に近づくと、拓跋什翼犍は陰山まで軍を退いた。12月、代国内で内乱が起こり、拓跋什翼犍は息子の拓跋寔君に殺害された。これを好機として前秦軍は雲中へ急行すると、瞬く間に代を制圧した。
378年9月、苻堅は群臣と共に酒宴を催すと、朱肜を酒正として酔いつぶれる限界まで飲み続けるよう命じた。これを見た秘書侍郎趙整は《酒徳之歌》を作り『地列酒泉、天垂酒池、杜康妙識、儀狄先知。紂喪殷邦、桀傾夏国、由此言之、前危後則』と戒めた。苻堅はこれに大いに喜び、趙整に命じてこれを酒戒の書とし、自らが群臣と宴を行う際も礼飲するのみに留めた。
380年2月、苻堅は渭城に教武堂を作り、太学生に命じて兵法を諸将に教授させようと考えた。だが、朱肜はこれを諫めて「陛下は東を征き西を伐ち、向かう所敵は無く、四海の地は10のうち8を手中に収めております。江南は未だ服していないといえども、これは言うまでもありません。これからは武事を次第に収めて、文徳を増修するべきです。今、さらに学舍を立てて戦闘の術を教えようとしておりますが、泰平を致すところではありません。また、諸将はみな百戦以上をこなしており、どうして兵法が習得できていない事を患いましょうか。さらに書生などにこれを教授させては、その士気が強くなることはありませんぞ。これは実においては無益であり、名においては損ずる所です。ただ陛下はこのことをお考えになりますよう！」と述べると、苻堅はこれを聞き入れて中止した。
382年10月、苻堅は群臣を太極殿に招集し、会議を開くと「我が大業を継承してから三十年が過ぎたが、汚れた賊どもを刈り取る事で、四方をほぼ平定した。ただ、東南の一隅だけが未だに王化に賓しておらず、我は天下が一つではないことをいつも思い、夕飯をも満足に食べる事が出来ていない。ゆえに今、天下の兵を起こし、これを討たんと考えている。武官・精兵を数えるに97万にも及ぶというから、我自らがその兵を率いて先陣となり、南裔を討伐しようと思うのだ。諸卿らの意見は如何か」と問うた。朱肜は進み出て「陛下は天に応じて時に順い、恭しく天罰を行われました。その嘯咤で五岳は摧け覆り、その呼吸で江海は絶流するほどです。もし百万を一挙に動かせば、必ずや戦わずして征する事が出来ましょう。そうすれば、晋主（孝武帝）は自ら璧を咥えて（死に装束）棺を伴い、軍門に叩頭する（以上が降伏の儀礼）ことでしょう。もし迷って決断できなければ、必ずや江海に逃げるでしょうから、そうであれば猛将にこれを追撃させればよいのです。また、すぐに南巣の地にも命を賜り、中州の人（永嘉の乱を避けて江南へ渡った民）を桑梓（故郷）に戻してやるのです。然る後に、岱宗（泰山）を駕でもって巡り、封禅を行う事を告げ、中壇において白雲を起こし、中岳において万歳を受けるのです。まさしく千載の好機といえます」と答えると、苻堅は「これこそ我の志である」と大いに喜んだ。
これ以降朱肜の名は史書に表れていない。

## 逸話
- 374年12月、ある人が明光殿に侵入すると、大声を上げて「甲申・乙酉の年（384年・385年）、魚羊が人を食う。悲しいかな。残るものはないであろう！」と言った。苻堅はこの者を捕らえるよう命じたが、すぐにその姿は見えなくなった。これを受け、朱肜は秘書侍郎趙整と共に諸々の鮮卑を誅殺するよう固く請うた（魚と羊を合わせると鮮となる）が、苻堅は聞き入れなかった。果たして苻堅は384年に鮮卑の反乱に遭い、翌年には命を落とすこととなった。

- ある時、苻堅は群臣と逍遙園において宴を行い、将軍には武を講じさせ、文官には詩を賦させた。ある洛陽の少年は身長4尺にも満たなかったが、聡明博識にして文章を書く事巧みであった。その為、朱肜は彼の詩である《逍遙戯馬賦》の一篇を苻堅へ献上すると、苻堅はこれを見て甚だ驚いて「この文は綺藻・清麗である。まさしく長卿（司馬相如）の儔（ともがら）である」と述べた。こうして朱肜の推挙により、苻堅は士を得る事が出来たのだという。